# Стефан Захманов
Стефан Захманов е един от старите майстори на родопската каба гайда.

## Биография
Стефан Захманов е роден на 14 декември 1903 година в село Долно Дерекьой. Стефан Захманов не веднъж е свирил с гайдата си заедно с Лазар Каневски.
Американските музиколози Мартин Кьониг и Етел Райм са чули през 1965 г. изпълнението на Валя Балканска и Лазар Каневски в Копривщица. Впечатлени от преживяното, три години по-късно идват в България и правят пръв импровизиран запис с участието на Стефан Захманов. През 1977 г. „Излел е Дельо хайдутин“ е включена в Златната плоча на „Вояджър“ по предложение на Мартин Кьониг и е изпратена с американските космически апарати „Вояджър 1“ и „Вояджър 2“ като послание от Земята, човечеството и НАСА.
Холандският професор Мейс Мюлер е професор по биология, а съпругата му Селин е по професия преводач. Около 1985 г., в Брюксел случайността ги среща със Стефан Захманов, който се превръща в учител по гайда на Мейс. Семейството на професора се заселва в село Момчиловци и дори са обявени за негови Почетен граждани.

## Признание
На празника на село Соколовци в присъствието на близки и роднини на именития гайдар, жители и гости на селото е открита паметна плоча в негова чест. Поставена е с подкрепата на сдружение „Родопски хайдути“ по повод на неговата 110 годишнина.

## Дискография
| Година | Албум                                         | Вид | Издател   | Каталожен номер |
| ------ | --------------------------------------------- | --- | --------- | --------------- |
| 1978   | „Георги Чилингиров и Стефан Захманов – гайда“ | LP  | Балкантон | ВНА 10162       |